# Magyar Dolgozók Pártja
A Magyar Dolgozók Pártja (MDP) sztálinista irányvonalat követő kommunista párt volt Magyarországon 1948 és 1956 között, amely 1948. június 12-én alakult a Szociáldemokrata Párt (SZDP) erőszakos felszámolásával és a Magyar Kommunista Pártba történő beolvasztásával. Az egyesülés a kommunisták dominanciájának platformján jött létre és megszüntette az SZDP-t.

## Az egyesülés előzményei
A második világháború után, 1945-től a Magyar Kommunista Párt – főleg a Belügyminisztérium és a politikai rendőrség ellenőrzésén keresztül és a megszálló szovjet hadsereg irányítása alatt álló Szövetséges Ellenőrző Bizottság (röviden: SZEB) segítségével – a parlamenti képviseleti arányánál jóval nagyobb hatalmat birtokolt.
Politikai ellenfelei (sőt alkalmi szövetségesei) megosztásával – a szalámitaktika néven elhíresült módszerrel –, a kommunistákkal nem szimpatizáló politikusok perbefogásával, elhurcolásával és elüldözésével az évtized végére egyeduralkodó pozícióba került. Az egyetlen megmaradt számottevő még részlegesen független politikai erő az SZDP lett. Ennek nem együttműködő politikusaival szemben a kommunisták ugyanazokat a módszereket alkalmazták, mint azokkal szemben, akiket ellenségeiknek tekintettek, a pártnak látszatra egyenlő felek közti pártegyesülést (valójában bekebelezést) ajánlottak. A hiteles szociáldemokrata politikusok (Peyer Károly, Kéthly Anna, Szélig Imre, Szeder Ferenc, Valentiny Ágoston, Györki Imre stb.) pártvezetésből való kiszorítása után a megalkuvó szociáldemokrata vezetők számára csak a behódolás és (legalább ideiglenes) kommunista pártkarrier, vagy egzisztenciájuk (életük) veszélyeztetése maradt, mint választási lehetőség.

## Vezetői
| # | Portré                            | Vezető                    | Hivatali idő     | Hivatali idő      | Tisztsége |
| - | --------------------------------- | ------------------------- | ---------------- | ----------------- | --------- |
| 1 |                                   | Rákosi Mátyás (1892–1971) | 1948. június 12. | 1956. július 18.  | Főtitkár  |
| 1 | Első titkár (1953. június 28-tól) | Rákosi Mátyás (1892–1971) | 1948. június 12. | 1956. július 18.  |           |
| 2 |                                   | Gerő Ernő (1898-1980)     | 1956. július 18. | 1956. október 25. |           |
| 3 |                                   | Kádár János (1912–1989)   | 1956. október 25 | 1956. október 31. |           |

A párt elnöke kezdetben, 1950-ig a szociáldemokrata Szakasits Árpád volt. A tényleges hatalom azonban a kommunista Rákosi Mátyás kezében volt. Jelentős szerepe volt a párt irányításában Gerő Ernőnek is. A pártfőtitkár-helyettesi tisztséget Marosán György töltötte be.

## Az 1956-os forradalmat követően
A Magyar Dolgozók Pártja 1956. október 31-én, a forradalom idején feloszlott és Magyar Szocialista Munkáspárt néven alakult újra, 1957-től Kádár János vezetésével.

## Ideológiai képzés
A párt politikai főiskolája 1949-1956 között Budapest XIV. kerületében a felszámolt Sacré Cœur Leánynevelő Intézet Ajtósi Dürer sori épületében és Budapest II. kerületében, a Tárogató út 84-90 szám alatti, 1950-ig Szent Ferenc Leányai apácakolostor, majd 1956-2007 között Budagyöngye Kórházként funkcionáló épületben működött.